# Pierre Claude François Le Dissez de Penanrun
Pour les articles homonymes, voir Le Dissez.
Pierre Claude François Le Dissez de Penanrun est un homme politique français né le 10 octobre 1766 à Rostrenen et mort le 19 décembre 1834 à Paris.

## Biographie
Directeur des contributions indirectes, il est député du Finistère de 1820 à 1827, siégeant dans la majorité soutenant les ministères de la Restauration.

## Sources
- « Pierre Claude François Le Dissez de Penanrun », dans Adolphe Robert et Gaston Cougny, Dictionnaire des parlementaires français, Edgar Bourloton, 1889-1891 [détail de l’édition]